# Rick and Morty
Rick and Morty è una serie animata statunitense creata da Justin Roiland e Dan Harmon, per Adult Swim.
La serie, considerata di genere cosmic horror, ha le sue origini in una parodia animata di Ritorno al futuro, creata da Roiland per il festival dei cortometraggi Channel 101.

## Trama
Rick è uno scienziato che si è trasferito dalla famiglia di sua figlia Beth, una cardiochirurga per cavalli. Passa la maggior parte del suo tempo inventando vari gadget high-tech e portando con sé il giovane nipote Morty - e successivamente anche la nipote Summer - in pericolose e fantastiche avventure attraverso il loro e altri universi paralleli, alla scoperta degli orrori e delle meraviglie che li popolano.

## Episodi
Con l'eccezione del primo, ogni episodio termina con una scena alla fine dei titoli di coda.
Inoltre, la prima stagione è l'unica a presentare 11 episodi, mentre dalla seconda in poi saranno sempre 10.
| Stagione         | Episodi | Prima TV USA | Pubblicazione Italia |
| ---------------- | ------- | ------------ | -------------------- |
| Prima stagione   | 11      | 2013-2014    | 2016                 |
| Seconda stagione | 10      | 2015         | 2016                 |
| Terza stagione   | 10      | 2017         | 2017                 |
| Quarta stagione  | 10      | 2019-2020    | 2019-2020            |
| Quinta stagione  | 10      | 2021         | 2021                 |
| Sesta stagione   | 10      | 2022         | 2022-2023            |
| Settima stagione | 10      | 2023         | 2024                 |
| Ottava stagione  | 10      | 2025         | inedita              |

## Personaggi e doppiatori
- Rick Sanchez, voce originale di Justin Roiland (stagioni 1-6) e Ian Cardoni (stagione 7-in corso), italiana di Christian Iansante.
- Morty Smith, voce originale di Justin Roiland (stagioni 1-6) e Harry Belden (stagione 7-in corso), italiana di David Chevalier.
- Summer Smith, voce originale di Spencer Grammer, italiana di Ughetta d'Onorascenzo.
- Beth Sanchez in Smith, voce originale di Sarah Chalke, italiana di Antonella Baldini.
- Jerry Smith, voce originale di Chris Parnell, italiana di Fabrizio Russotto.

## Produzione

Rick e Morty incontrano i loro stessi di un'altra dimensione nel decimo episodio della prima stagione.

La serie animata Rick and Morty è stata creata da Justin Roiland e Dan Harmon. Il duo si è incontrato per la prima volta al Channel 101, un festival mensile dedicato ai cortometraggi che si svolge a Los Angeles, co-fondato da Harmon. Durante il Channel 101, i partecipanti presentano un loro cortometraggio, nel format di episodio pilota e il pubblico, in diretta, decide quali episodi potrebbero diventare una vera e propria serie. Roiland, allora produttore di reality, iniziò a presentare contenuti propri al festival un anno dopo il suo lancio, nel 2004. I suoi pilot erano tipicamente costituiti da elementi malati e contorti che, nel pubblico, generavano reazioni alquanto confuse. Tuttavia Harmon prese in simpatia il suo umorismo e iniziò a collaborare con lui.
Nel 2006 Roiland venne licenziato da una serie TV, a causa della sua "creatività soffocante". L'uomo iniziò così a dedicarsi alla creazione di un webisodio. Il risultato finale fu The Real Animated Adventures of Doc and Mharti, un corto animato con protagonisti le parodie di Doc Brown e Marty McFly, personaggi della trilogia di Ritorno al futuro. Harmon descrisse il corto come "una bastardata, un vandalismo pornografico", nel quale Doc Smith esorta Mharti a fare sesso orale su di lui per tornare indietro nel tempo. Il pubblico reagì in maniera positiva e Roiland iniziò così a creare altri corti che coinvolgessero i due personaggi. In seguito Harmon creò e poi produsse Community, una sitcom per NBC, mentre Roiland lavorò principalmente come doppiatore per la serie Disney, Fish Hooks - Vita da pesci, e per la serie di Cartoon Network, Adventure Time.
Nel 2012 Harmon fu licenziato da Community. Adult Swim, per questo, alla ricerca di un nuovo programma dal "forte impatto", si avvicinò ad Harmon, il quale, inizialmente, considerava il canale inadatto al suo stile. Lui non si era mai approcciato all'animazione e il suo stile di creazione televisiva si concentrava maggiormente sui dialoghi, sui personaggi e sulla storia. Quindi decise di chiamare l'amico e collega Roiland, per chiedergli se avesse qualche idea per una serie animata. Roiland pensò immediatamente di utilizzare i suoi personaggi parodia di Ritorno al futuro, Doc e Mharti, rinominati per l'occasione Rick e Morty. Roiland pensava a una serie composta da episodi di 10-11 minuti, ma Adult Swim pretese episodi da mezz'ora. Harmon ritenne che il modo migliore per alzare il livello del programma fosse costruire una famiglia attorno ai personaggi, iniziando lo sviluppo dei personaggi di Summer, Beth e Jerry. Invece Nick Weidenfeld, lo sviluppatore esecutivo di Adult Swim, suggerì che Rick fosse il nonno di Morty. Prima di sviluppare definitivamente Rick and Morty, Roiland creò inoltre tre episodi pilota, poi scartati da Fox. 
Nel gennaio 2023, dopo le accuse da parte dell'ex fidanzata di violenza domestica, Adult Swim annuncia l'allontanamento di Justin Roiland. Di conseguenza Dan Harmon resta come unico autore e Roiland viene sostituito come interprete dei personaggi da lui doppiati precedentemente.

### Rinnovi
Una seconda stagione è stata annunciata a gennaio 2014. Successivamente la serie, nel mese di agosto 2015, è stata rinnovata per una terza stagione. Una quarta stagione è stata inizialmente menzionata al termine della terza stagione, nell'episodio Il Rickchurian Mortydate. In seguito, il 10 maggio 2018, Adult Swim ha confermato di aver rinnovato la serie per un totale di 70 episodi aggiuntivi. Al New York Comic Con 2024, viene annunciato che la serie è stata rinnovata fino alla dodicesima stagione.

## Distribuzione
La prima stagione di Rick and Morty ha debuttato il 2 dicembre 2013 su Adult Swim ed è stata subito acclamata dalla critica.
Una seconda stagione è stata trasmessa a partire dal 26 luglio 2015.
Il primo episodio della terza stagione è stato trasmesso in prima visione il 1º aprile 2017, come pesce d'aprile, mentre la vera e propria première della stagione è andata in onda il 30 luglio 2017. La quarta stagione è stata trasmessa a partire dal 10 novembre 2019, la quinta è andata in onda dal 20 giugno 2021, mentre la sesta dal 4 settembre 2022. La settima debutta il 15 ottobre 2023. L'ottava stagione è trasmessa dal 25 maggio 2025.
In Italia la prima stagione della serie ha debuttato in esclusiva su Netflix il 1º maggio 2016, interamente doppiata in italiano, mentre la seconda è stata pubblicata, sempre su Netflix, il 26 ottobre 2016. La terza stagione è stata invece interamente pubblicata il 5 novembre 2017. La quarta stagione è stata pubblicata, sempre su Netflix, dal 22 dicembre 2019 al 24 luglio 2020. La quinta stagione è stata interamente distribuita sulla piattaforma il 22 ottobre 2021, la sesta viene pubblicata dal 1º dicembre 2022, mentre la settima dall'8 febbraio 2024.

## Accoglienza
David Weigand del San Francisco Chronicle ha elogiato la direzione dell'animazione di James McDermott per essere «fresca, colorata e stravagante come la sceneggiatura», e afferma che la serie possiede «sfumature di Futurama, South Park e anche Beetlejuice», ritenendo comunque il suo umorismo «del tutto originale». Anche Neil Genzlinger del The New York Times ha elogiato la serie, ritenendo che il suo punto forte sia il rapporto tra il nonno e i nipoti. Brian Lowry del Variety invece ha dato alla serie una recensione tiepida, trovandola «passabile»: ritiene infatti che la serie «spesso sembra dipendere eccessivamente da una tensione verso la frenesia, a discapito dell'umorismo» e che gli è piaciuta come «tentativo di benvenuto per sognare solo un po' più in grande». David Sims di The A.V. Club ha dato alla serie una A-. Nel rivedere i primi due episodi, si è complimentato per lo «stile semplice e pulito dell'animazione». Ha dichiarato che, mentre la serie possiede un aspetti di «oscurità, una sensibilità malata», deve essere elogiato il suo «sforzo di dare a ogni personaggio un po' di profondità» e applaudire ulteriormente il talento vocale di Roiland per il doppiaggio dei suoi personaggi.

### Critica
| Stagione | Responso della critica | Responso della critica |
| Stagione | Rotten Tomatoes        | Metacritic             |
| -------- | ---------------------- | ---------------------- |
| Prima    | 96% (29 recensioni)    | 85/100 (8 recensioni)  |
| Seconda  | 91% (117 recensioni)   | N.D.                   |
| Terza    | 96% (175 recensioni)   | N.D.                   |
| Quarta   | 96% (107 recensioni)   | 84/100 (5 recensioni)  |
| Quinta   | 86% (100 recensioni)   | 89/100 (5 recensioni)  |
| Sesta    | 91% (62 recensioni)    | 86/100 (4 recensioni)  |
| Settima  | 75% (12 recensioni)    | 73/100 (6 recensioni)  |

## Riconoscimenti
- American Cinema Editors Award
  - 2021 – Miglior montatore di un prodotto d'animazione (non cinematografico) per l'episodio Battleserpe Galactica a Lee Harting[48]
  - 2022 – Candidatura per il miglior montatore di un prodotto d'animazione (non cinematografico) per l'episodio GoTron Jerrysis Rickvangelion a Lee Harting[49]
- Annie Award
  - 2015 – Candidatura per la miglior produzione televisiva d'animazione generale[50]
  - 2018 – Miglior produzione televisiva d'animazione generale per l'episodio Cetriolo Rick[51]
  - 2018 – Miglior sceneggiatura in una produzione televisiva d'animazione per l'episodio A Ricklantide a Ryan Ridley e Dan Guterman[51]
  - 2021 – Candidatura per la miglior produzione televisiva d'animazione generale per l'episodio L'episodio della vasca d'acido[52]
  - 2023 – Candidatura per la miglior produzione televisiva d'animazione per adulti per l'episodio La famiglia della notte[53]
- Artios Award
  - 2022 – Candidatura per il miglior casting - serie animata a Ruth Lambert e Robert McGee[54]
- Astra Creative Arts TV Award
  - 2023 – Candidatura per la miglior serie o film TV d'animazione[55]
- Critics' Choice Super Awards
  - 2021 – Candidatura per la miglior serie animata[56]
  - 2021 – Candidatura per la miglior voce in una serie animata a Justin Roiland[56]
- Critics' Choice Television Awards
  - 2018 – Miglior serie animata[57]
- Gold Derby Award
  - 2016 – Candidatura per la miglior serie animata[58]
  - 2018 – Candidatura per la miglior serie animata[59]
- Hollywood Critics Association TV Award
  - 2022 – Miglior serie o film TV d'animazione[60]
- Primetime Emmy Awards
  - 2018 – Miglior programma d'animazione per l'episodio Cetriolo Rick[61]
  - 2018 – Candidatura per la miglior realizzazione creativa nell'interattività multimediale per un programma scritturato per il videogioco Rick and Morty Simulator: Virtual Rick-ality[61]
  - 2020 – Miglior programma d'animazione per l'episodio L'episodio della vasca d'acido[61]
  - 2022 – Candidatura per il miglior programma d'animazione per l'episodio La Morty-cena con André[62]
  - 2023 – Candidatura per il miglior programma d'animazione per l'episodio La famiglia della notte[63]
- Saturn Award
  - 2018 – Candidatura per la miglior serie o film TV d'animazione[64]
  - 2021 – Candidatura per la miglior serie o film TV d'animazione[65]
- Teen Choice Awards
  - 2017 – Candidatura per la miglior serie animata[66]
  - 2018 – Candidatura per la miglior serie animata[67]

## Altri media

### Serie spin-off
- Il 20 maggio 2021 Adult Swim annuncia una serie spin-off, inizialmente intitolata The Vindicators, incentrata sui personaggi dei Vendicatori, apparsi nell'episodio Difensori 3: Il ritorno di Finimondo. La serie dovrebbe constare di 8-10 episodi e dovrebbe essere trasmessa tra il 2021 e il 2022[68][69]. La serie, intitolata Vindicators 2 e composta da 10 episodi della durata di 2-3 minuti, è stata infine interamente pubblicata sul canale YouTube di Adult Swim il 23 luglio 2022[70].

- Il 18 maggio 2022 viene annunciato l'inizio della produzione di una seconda serie spin-off, questa volta interamente basata sui cortometraggi anime, diretta da Takashi Sano[71], dal titolo Rick and Morty: The Anime.

### Film e televisione
- Le catene di fast food Hardee's e Carl's Jr. hanno distribuito uno spot televisivo nel 2015, con protagonisti Rick e Morty, in cui Rick porta diversi hamburger, che poi impazziscono, nella camera da letto in cui dorme Morty[72].
- Nel 2015 l'episodio Passo da mat-atleta de I Simpson ha aperto con una gag del divano in cui appaiono Rick e Morty, scritta da Harmon e Roiland[73]. Matt Groening, il creatore dei Simpson, l'ha descritta come "probabilmente la più ambiziosa e lunga gag del divano su I Simpson fino a oggi"[74].
- In un cortometraggio promozionale per il film Alien: Covenant del 2017, Rick e Morty entrano in un'astronave degli Ingegneri in seguito a una richiesta di soccorso; qui un Facehugger si attacca al volto di Rick, ma muore intossicato a causa delle droghe e dell'alcool che girano nel corpo dello scienziato[75][76].
- Nel 2017 Adult Swim ha pubblicato una serie di cortometraggi in claymation dal titolo Rick and Morty: The Non-Canonical Adventures. La serie, creata da Lee Hardcastle, parodia alcuni film horror e fantascientifici[77].
- Il creatore della serie Justin Roiland ha dichiarato nel 2019 che gli piacerebbe realizzare un lungometraggio di Rick and Morty classificato come R[78]. Nel giugno 2021 il produttore Scott Marder ha confermato che i creatori e la troupe sperano di produrre un lungometraggio, con Roiland che ha affermato che è più una questione di "quando", piuttosto che di "se"[79]. Nel 2022 il regista Zack Snyder ha espresso interesse per dirigere un film di fantascienza su Rick and Morty[80].
- Rick e Morty fanno un cameo nel film Space Jam: New Legends, dove rispediscono Taz a Bugs Bunny e LeBron James[81].

### Cortometraggi anime
Sono stati prodotti cinque cortometraggi anime, incentrati sui personaggi della serie.
- Il primo, dal titolo Samurai & Shogun e prodotto dallo Studio Deen, è andato in onda il 29 marzo 2020[82].
- Il secondo, invece, dal titolo Rick and Morty vs. Genocider, è stato animato da TMS Entertainment ed è stato poi trasmesso il 26 luglio 2020[83].
- Summer Meets God (Rick Meets Evil), il terzo, è stato pubblicato su YouTube il 2 agosto 2021[84].
- Un quarto, intitolato The Great Yokai Battle of Akihabara, è stato trasmesso a partire dal 10 ottobre 2021[85].
- Samurai & Shogun Part 2, pubblicato il 12 novembre 2021[86].

### Videogiochi
- Nel dicembre 2014 è stato pubblicato per iOS e Android il videogioco Jerry's Game, il cui obiettivo è quello di far scoppiare più palloncini possibili come fa Jerry nell'episodio Qualcosa di Rick-istro sta per accadere[87].
- Il 10 agosto 2015, un Pacchetto dell'Annunciatore a tema Rick and Morty è stato distribuito per il videogioco multigiocatore competitivo Dota 2[88].
- Pocket Mortys è un gioco parodia di Pokémon ambientato nell'universo di Rick and Morty, pubblicato per iOS e Android, come gioco free-to-play, da Adult Swim Games, il 13 gennaio 2016. Il gioco segue le versioni di Rick e Morty che appartengono a una linea temporale alternativa, piuttosto che il duo seguito nello spettacolo[89].
- Rick and Morty Simulator: Virtual Rick-ality, annunciato il 15 luglio 2016 e pubblicato il 20 aprile 2017, è un gioco di realtà virtuale a tema Rick and Morty, sviluppato da Owlchemy Labs[90].

### Fumetti
- Al New York Comic Con 2014, il redattore capo della Oni Press, James Lucas Jones, ha annunciato che un fumetto adattamento di Rick and Morty sarebbe stato pubblicato nei primi mesi del 2015[91]. Il 1º aprile 2015, la serie ha debuttato con il suo primo numero mensile, dal titolo BAM![92]. La serie è scritta da Zac Gorman e illustrata da CJ Cannon[93]. In Italia il fumetto viene pubblicato da Panini Comics[94], a partire dal 9 agosto 2018[95].
- Nel corso del Chicago Comic & Entertainment Expo 2018, IDW Publishing e Oni Press hanno annunciato un crossover a fumetti tra Rick and Morty e Dungeons & Dragons[96]. Il volume, dal titolo Rick and Morty vs. Dungeons & Dragons, è stato scritto da Jim Zub e Patrick Rothfuss e disegnato da Troy Little[97]. In Italia è stato pubblicato da Panini Comics il 5 aprile 2019[98].
- Una seconda serie a fumetti incentrata su Dungeons & Dragons, scritta da Jim Zub e Sarah Stern e disegnata da Troy Little, è stata pubblicata il 18 settembre 2019, con il titolo Rick and Morty vs. Dungeons & Dragons: Chapter II: Painscape[99]. In Italia il volume è stato pubblicato da Panini Comics il 21 maggio 2020, con il titolo Rick and Morty vs. Dungeons & Dragons - Capitolo II: Painscape[100].

### Giochi da tavolo
Dopo Anatomy Park - The Game, Mr. Meeseeks' Box o' Fun, Total Rickall Card Game e Close Rick-Counters of the Rick Kind Deck-Building Game, nel 2018 Cryptozoic ha annunciato l'arrivo di tre nuovi giochi da tavolo in lingua inglese: The Ricks Must Be Crazy, Pickle Rick e The Rickshank Rickdemption.

### Altro
L'11 maggio 2017 la Rickmobile, un negozio su ruote che vende prodotti esclusivi a tema Rick and Morty, ha iniziato il suo viaggio per gli Stati Uniti, intitolato Rick and Morty Don't Even Trip Road Trip, da Atlanta.